# Грей, Петер
Петер Грей (англ. Peter Grey; 4 июня 1908, Лондон, Великобритания — 17 июня 1981, Питтсбург, Пенсильвания, США) — британский и американский нейроморфолог и преподаватель.

## Биография
Родился 4 июня 1908 года в Лондоне. В 1926 году поступил в Лондонский университет, который окончил в 1931 году. В том же 1931 году устроился на работу в Эдинбургский университет, где преподавал эмбриологию. В 1937 году решил связать свою жизнь с США и переехал туда, где в 1937 году устроился на работу в Питтсбургский университет и проработал там до самой смерти, при этом в 1943 году он был избран профессором данного университета.
Скончался 17 июня 1981 году в Питтсбурге.

## Научные работы
Основные научные работы посвящены изучению цитоархитектоники различных участков ЦНС.
- В результате наблюдений с помощью светового и электронного микроскопов составил схемы строения данных участков.
- Подробно исследовал структуру синапсов и предложил электронно-микроскопические критерии их классификации.

## Членство в обществах
- Член Американской ассоциации содействия развитию науки.
- Член многих других научных обществ.

## Редакторская деятельность
- Главный редактор Американской энциклопедии биологических наук.

## Избранные сочинения
- Грей П. Руководство по основам микроскопической техники, 1964.
- Грей П. Словарь биологических наук, 1967.